# 3671 Dionysus
3671 Dionysus là một tiểu hành tinh Amor bay giữa Trái Đất và vành đai tiểu hành tinh. Nó được phát hiện bởi Carolyn và Gene Shoemaker ở Đài thiên văn Palomar ngày 27 tháng 5 năm 1984. Nó được đặt theo tên Dionysus, Thần rượu Hy Lạp. Nó là tiểu hành tinh kiểu B với đường kính khoảng 1.5 km.